# かに座ベータ星
かに座β星（かにざベータせい、β Cnc / β Cancri）は、かに座で最も明るい4等星の恒星である。実視連星であり、主星のかに座β星Aは橙色のK型巨星で、バリウム星としても知られている。視等級は3.50等、絶対等級は-1.25等。伴星かに座β星Bは赤色矮星で、主星から29秒（2,600au）離れた軌道を76,000年で公転している。

## 名称
タルフ (Tarf) またはアルタルフ (Al Tarf) という名称で呼ばれたことがある。Al Tarf （aṭ-ṭarf）は元々「ライオンの一瞥」という意味のアラビアの月宿の一つで、かに座ξ星（またはかに座χ星）としし座λ星がこれに充てられていた。ξ星またはχ星の名前がβ星の名前に使われるようになった経緯は不明。また、「Al Tarf はアラビア語で「端」という意味である」とする説もある。2018年6月1日に国際天文学連合の恒星の命名に関するワーキンググループ (Working Group on Star Names, WGSN) は、Tarf をかに座β星Aの固有名として正式に承認した。

## 惑星系
2014年に、木星の7.8倍の下限質量を持つ太陽系外惑星が発見された。
| 名称 （恒星に近い順） | 質量          | 軌道長半径 （天文単位） | 公転周期 (日) | 軌道離心率  | 軌道傾斜角 | 半径 |
| --------------------- | ------------- | ----------------------- | ------------- | ----------- | ---------- | ---- |
| b                     | >7.8 ± 0.8 MJ | 1.7 ± 0.1               | 605.2 ± 4.0   | 0.08 ± 0.02 | —          | —    |